# Movement in Still Life
A Movement in Still Life Brian Transeau (BT) elektronikus zenész harmadik albuma. Az angol változat 1999-ben; az amerikai 2000-ben jelent meg.

## Számok (angol változat)
1. "Movement in Still Life" – 6:32
2. "Ride" – 4:56
3. "Madskillz-Mic Chekka" – 5:36
4. "The Hip Hop Phenomenon" – 5:17
5. "Mercury and Solace" – 7:42
6. "Dreaming" – 9:15
7. "Giving up the Ghost" – 6:43
8. "Godspeed" – 6:44
9. "Namistai" – 6:51
10. "Running Down the Way Up" – 8:36
11. "Satellite" – 5:40

## Művészek
- Track 1: Scratching by Peanut Butter Wolf
- Track 2: Co-produced with Sasha
- Track 3: Co-Produced with Adam Freeland and Kevin Beber, vocals by Hutchi, Rascoe and Planet Asia, scratching by DJ Davey Dave
- Track 4: Co-produced with Tsunami One
- Track 5: Vocals by Jan Johnston
- Track 6: Vocals by Kirsty Hawkshaw, backing vocals by Jan Johnston
- Track 7: Vocals by DJ Rap
- Track 9: Co-produced with Paul Van Dyk
- Track 10: Co-produced with Hybrid, vocals by Kirsty Hawkshaw, backing vocals by Jan Johnston, guitars by Richard Fortus
- Track 11: Vocals by BT, live drums by Scott Frassetto